# زیتون تلخ (سرده)
زیتون‌تلخ (نام علمی: Melia) نام یک سرده از تیره زیتون‌تلخیان است با گل‌های کوچک معطر و برگ‌های بلند تقریباً به طول ۵۰ سانتی‌متر و دُمبرگی طویل که از جنوب شرقی آسیا تا استرالیا پراکنده هستند.